# مار خانگی آفریقایی
مار خانگی آفریقایی (نام علمی: Boaedon fuliginosus) نام یک گونه از سرده مارهای خانگی قهوه‌ای است.